# Orta San Giulio
Orta San Giulio je město na jezeře Orta v provincii Novara v severní Itálii. Jeho hlavní ekonomickou činností je cestovní ruch. Součástí města je i ostrov Isola San Giulio a na kopci jeden z devíti areálů ze souboru Sacri Monti (Svaté hory), patřícího k světovému dědictví UNESCO. Zdejší hora je zasvěcena sv. Františkovi, patří k ní 20 kaplí a kostel.